# Konstandinos Spetsiotis
Konstandínos Spetsiótis (griechisch Κωνσταντίνος Σπετσιώτης, * 1883; † 5. März 1966) war ein griechischer Geher.
Bei den Olympischen Zwischenspielen 1906 in Athen gewann er im 1500-m-Gehen Bronze. Im 3000-m-Gehen wurde er disqualifiziert.
Konstandinos Spetsiotis startete für den Verein Panellinios GS.